# 和谐号CRH3A型电力动车组
和谐号CRH3A型电力动车组以CRH3型动车组和CJ1型动车组为技术基础，由中车长春轨道客车股份有限公司制造，于2016年获得国家铁路局颁发的型号合格证和制造许可证，设计为适应时速160-250km/h的客运专线及城际铁路运营。2017年12月6日，CRH3A动车组随着西成客运专线开通而正式运营。运营数月后由于机车功率不足（远低于350km/h等级动车组），相对CRH2A的提升不足以适应西成客运专线超出该车型设计标准的长大坡道，成都局集团的CRH3A陆续转配至集团所属其他线路，且西安局配属的CRH3A全部转配至成都局。

## 技术特点
CRH3A动车组衍生自原中国北车自主研发的CJ1型城际动车组，主要为了满足新建城际铁路的通勤需求，可分為幹線型及城际型，最高运营时速250km/h，运营时速为160-250km/h。已投入營運的CRH3A动车组均為幹線型，列车采用8辆编组，其中一等座车1节、二等座车6节、二等座与餐吧合造车1节。而已投入營運的CRH3A-A动车组為城际型，列车采用4辆短编组，全為二等座车。

### 技术
有报道称，CRH3A型动车组列车的制动能力比现有的高速动车组列车提高了15%。另外，CRH3A列车也采用了中国自主研发的监测控制系统，以对列车的运营状态进行实时监控。该车型采用全封闭车体，以期在桥隧比较大的线路运营时保证较好的气密性与乘坐舒适度。列车的电机悬挂、车轮车轴、构架和联系枕梁等结构借鉴了CRH380BL的成熟设计，在车辆定距、车端距离和顶车位上则与复兴号中国标准动车组一致。

### CRH3A（250km/h）

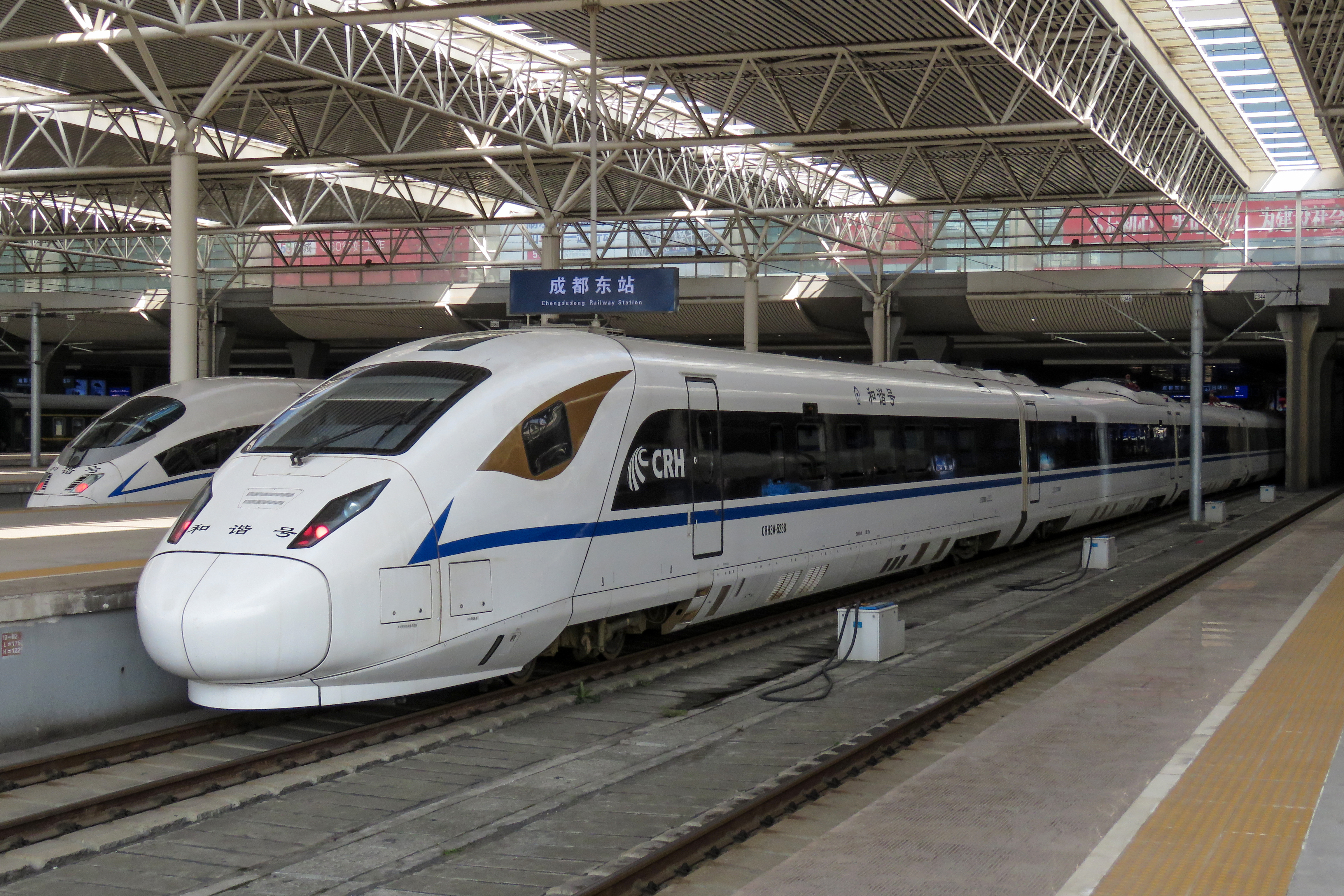
配属成都局集团的CRH3A-5238担当D1825次列车，经成渝客专、渝贵和贵广客专运行

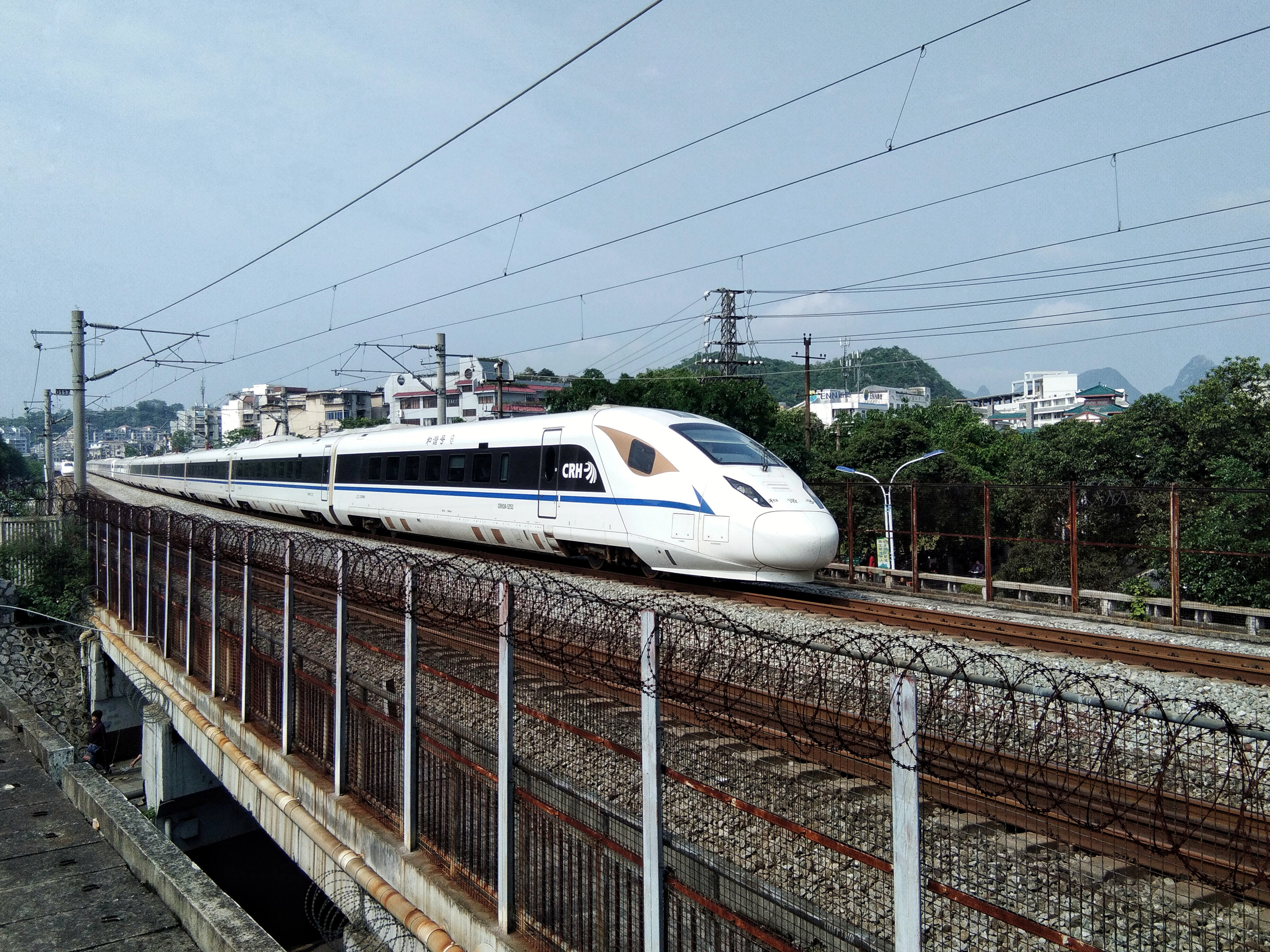
两组CRH3A重联担当的首班D1782/1783次列车通过桂林市丽君路铁路桥，2018年4月

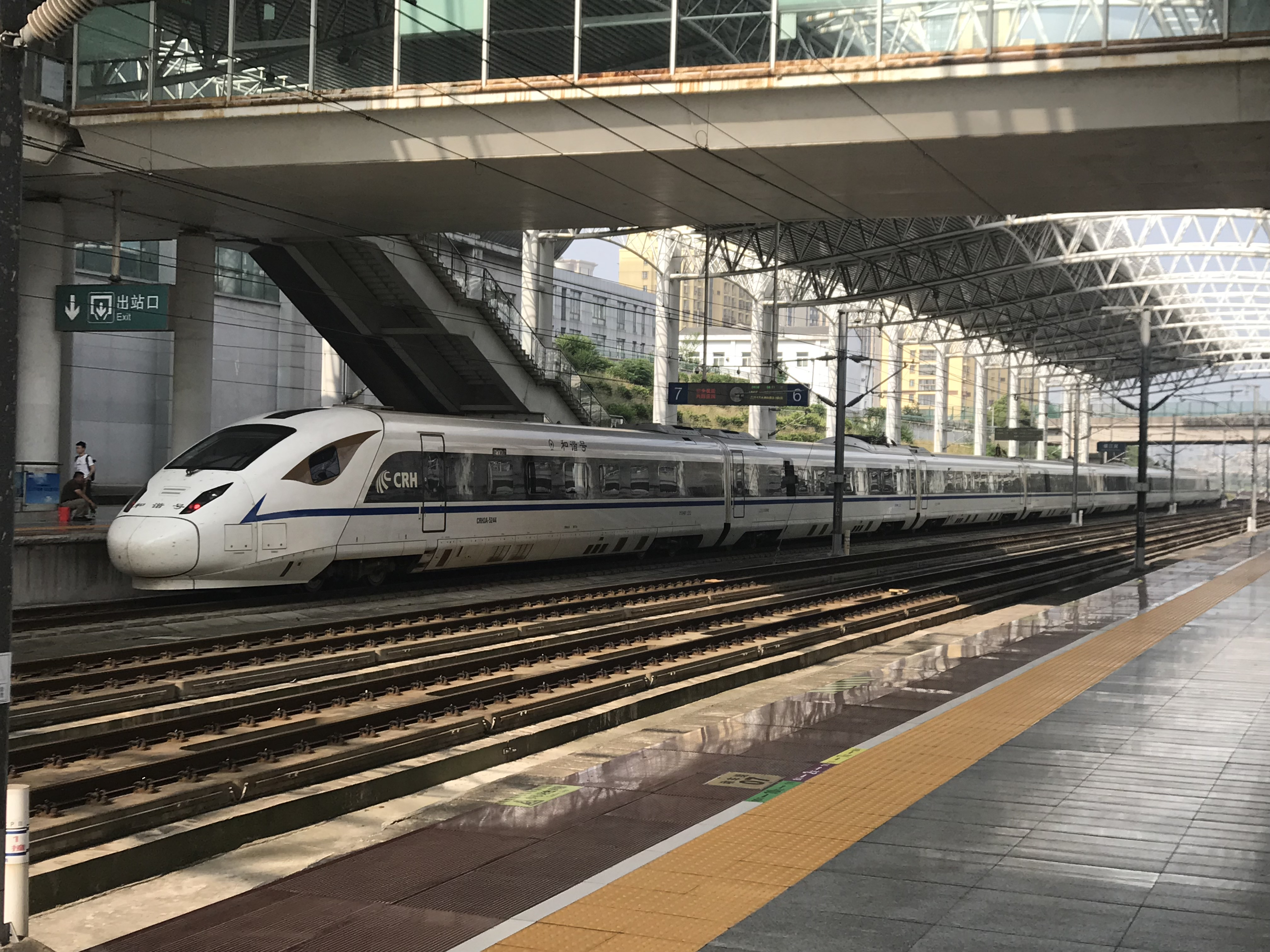
2019年6月，CRH3A-5244于镇江站

列车最大轮周功率5120千瓦，牵引较同等级最常用的CRH2A动车组（4560kW）高出12%，官方称能够适应西成客运专线的大坡度线路，实现满载条件下20‰坡度线路上坡停坡起，但和350km/h等级的CRH3C动车组（8800kW）相比只有不足六成，甚至比同等级原型车CRH5A（5500kW）的功率还低，实际运营数月后在西成客运专线（最大坡度25‰超出CRH3A设计标准）的长大坡道上爬坡能力仍显不足，甚至造成机破。西成客运专线因故改用CRH380系列动车组（9120kW～9200kW）运营，既有CRH3A转配成渝客运专线、渝贵铁路（最大坡度18.5‰），同时长客试制了一列CRH3A技术提升型（CRH3A-5257），轮周功率提升至7200千瓦，配成贵客运专线（坡度20‰～30‰）。

### 内饰

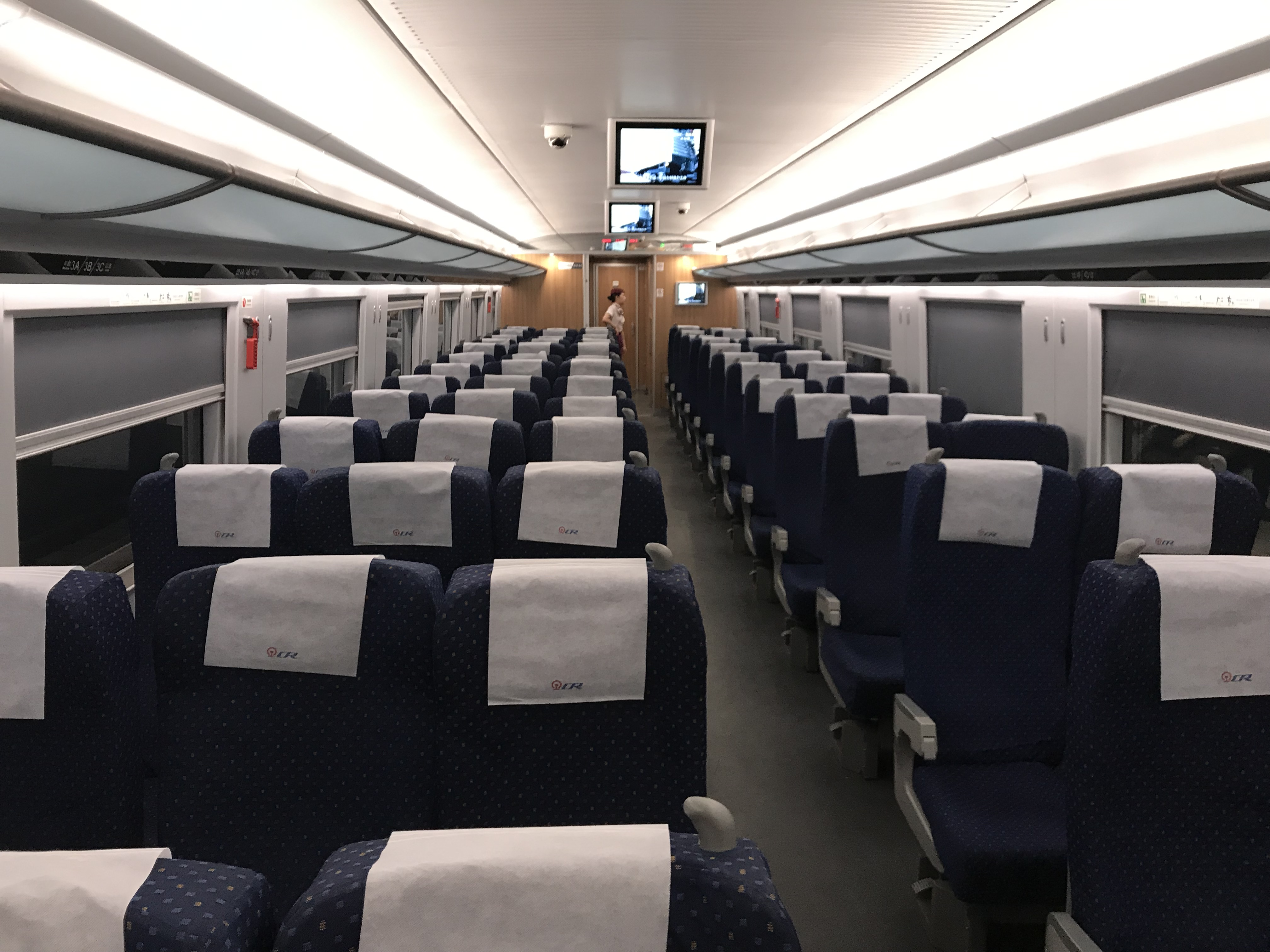
二等座内饰

该车型内饰采用中国电力动车组统型内饰设计，没有“面壁”（即靠车厢两侧的座位无车窗）情况，亦将车窗加大以获得更好的采光性能。一等座列车采用暖光照明，而二等座车厢为普通白光照明。在行李架下方，设置有座位标识贴。列车空调出风口采用气幕式出风系统且冷热通风口各自独立。车辆设有蹲式与坐式洗手间各六个，均为集便式厕所。在第1号、4号和8号车厢设置有洗手台。在每节车厢两端均有大件行李置放处。另外在4号车厢有方便行动不便乘客的无障碍设施。

### CRH3A-A（200km/h）

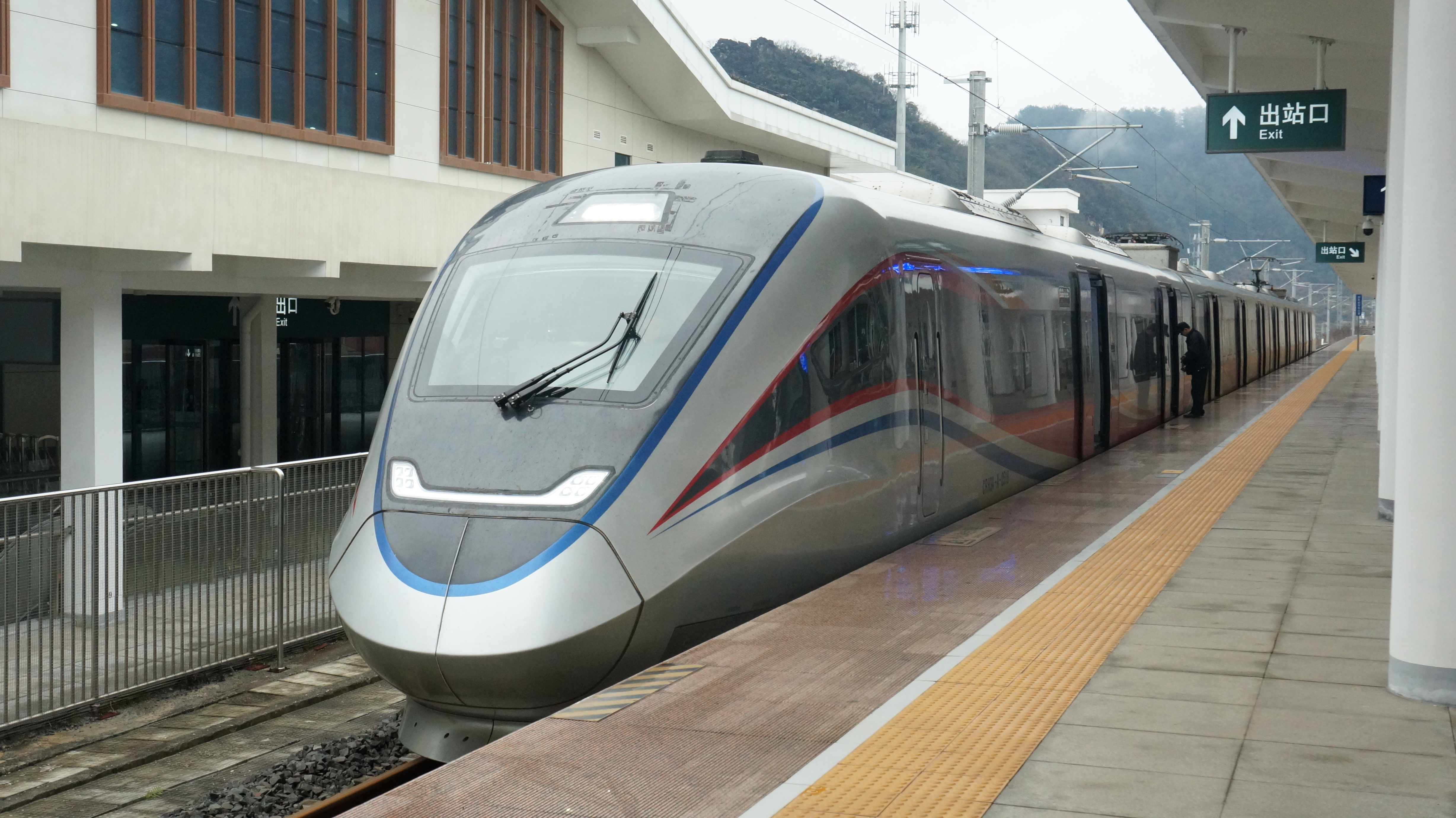
贵阳市域环城快铁CRH3A-A-0518

CRH3A-A车型为4辆小编组。针对城际铁路站间距小的特点，提升了加减速能力，能够像地铁列车一样“快起快停”。CRH3A-A是中车长客公司为与CRH6A/CRH6A-A竞争而研制生产的大容量城际动车组。因此在车辆设计方面也依需求进行了针对性改进。例如CRH3A-A全列均为二等座车设计，且不设餐吧区，内饰也采用2+2可旋转式座椅。此外，列车每节车厢设有两对至三对大尺寸外摆式塞拉门，可适应城际客流快速乘降的需要。。

## 涂装
CRH3A型列车为白色底色，车窗黑色涂装并在车窗下有单条蓝色腰线。另外该列车两端的驾驶室观察窗有金色点缀，昵称“黄金眼”，与CR400BF复兴号动车组“金凤凰”涂装有相似之处。
CRH3A-A型列车下線時为白色底色，车窗黑色涂装并在车窗下有单条蓝色腰线，頭車處搭配前窗兩側藍色色塊的設計，現已改為CR300BF样车“黑色前脸”、“金色腰线”和头部“金色双曲线”的涂装方案。
用於貴陽市域快鐵的CRH3A-A型列车為銀色底色，採用CR400BF-Z智能動車組“龍鳳呈祥”塗裝加上藍色線條點綴。

## 配属状况
- 2017年7月，成都铁路局开始配属40列长客制造的CRH3A动车组用于西成客专的运营。[10]
- 2017年11月，西安铁路局开始接收唐车制造的CRH3A列车。
- 2019年，CRH3A列车在成貴客運專線全线运行，贯穿四川、云南、贵州[11]，更成为成貴客運專線四川段的主力车型。[12]
- 编号CRH3A-A-0510為长客生产列车的4節編組的樣板車，在北京環鐵試驗中。
- 2025年1月5日，新开清河—成都东D1045/1046次列车，使用CRH3A重连担当，这是CRH3A首次在华北地区运营。

截至2022年4月，CRH3A共投入运用59组，其中长客生产28组，唐车生产31组，CRH3A-A共投入运用11组，全部由长客生产。编号CRH3A-3081到CRH3A-3111的31组唐车生产列车配属中国铁路局西安集团有限公司，运用于西安北动车所，在西成客运专线运营；编号为CRH3A-5230到CRH3A-5257的28组长客生产列车配属中国铁路局成都集团有限公司，运用于成都东动车所，由于在西成客运专线运营表现不佳，已陆续转配至成渝客运专线、成遂渝铁路、渝贵铁路、贵广客运专线运营；编号为CRH3A-A-0512到0522的11组长客生产列车配属中国铁路成都局集团有限公司，运用于貴陽北动车所，於貴陽市域快鐵运营。编号为CRH3A-A-0523至0527的5组长客生产列车配属中国铁路郑州局集团，用于郑开城际铁路。
| CRH3A                       |    |                        |        | |                                                                                   |
| 成都局集团                  | 59 | 3081～3111、5230～5257 | 成都东 | 西成客运专线、成渝客运专线、成遂渝铁路、渝贵铁路、贵广客运专线、衡柳铁路、柳南城际铁路、南昆客运专线、沪汉蓉快速客运通道、宁杭客运专线、宁启铁路、沪苏通铁路、京张高速铁路、张大客运专线、集大原高速铁路、大西客运专线 | 2018年12月10日起两列重联CRH3A在成贵高铁乐山至兴文间测试运行                       |
| CRH3A-A（樣車）             |    |                        |        | |                                                                                   |
| 不適用                      | 1  | 0510                   | 不適用 | 不適用 | 樣板車                                                                            |
| CRH3A-A（貴陽市域快鐵版本） |    |                        |        | |                                                                                   |
| 成都局集團                  | 11 | 0512～0522             | 貴陽北 | 貴陽市域快鐵 | 採用新設計頭型，並採用CR400BF-Z智能動車組「龍鳳呈祥」外觀塗裝加上藍色線條點綴方案 |
| 鄭州局集團                  | 5  | 0523～0527             | 鄭州東 | 鄭開城際鐵路 | 採用新設計頭型，外觀塗裝以CR400BF-Z智能動車組「龍鳳呈祥」為藍本                   |

## 列车编组
车厢型号
- ZY：一等座車（First Class Coach）
- ZE：二等座車（Second Class Coach）
- ZEC：二等座車／餐車（Second Class Coach／Dining Car）

### CRH3A （250km/h）
| 车厢号   | 1                      | 2                      | 3              | 4              | 5              | 6              | 7                      | 8                      |  |
|          |                        |                        |                |                |                |                |                        |                        |  |
| 车型     | 一等座车               | 二等座车               | 二等座车       | 二等座车       | 二等座车／餐车 | 二等座车       | 二等座车               | 二等座车               |  |
| 动力配置 | 有动力，带驾驶室（Mc） | 无动力，带受电弓（Tp） | 有动力（M）    | 无动力（T）    | 无动力（T）    | 有动力（M）    | 无动力，带受电弓（Tp） | 有动力，带驾驶室（Mc） |  |
| 动力单元 | 单元1（2M+2T）         | 单元1（2M+2T）         | 单元1（2M+2T） | 单元1（2M+2T） | 单元2（2M+2T） | 单元2（2M+2T） | 单元2（2M+2T）         | 单元2（2M+2T）         |  |
| 车辆编号 | CRH3A-xxxx ZY xxxx01   | ZE xxxx02              | ZE xxxx03      | ZE xxxx04      | ZEC xxxx05     | ZE xxxx06      | ZE xxxx07              | CRH3A-xxxx ZY xxxx00   |  |
| 定员     | 48                     | 90                     | 90             | 77             | 63             | 90             | 90                     | 65                     |  |

- xxxx：列车编号（3081—3111、5230—5257）

### CRH3A-A（200km/h）
| 车厢号   | 1                      | 2         | 3         | 4                      |
|          |                        |           |           |                        |
| 座席     | 二等座車               | 二等座車  | 二等座車  | 二等座車               |
| 定員     | 38                     | 50        | 56        | 40                     |
| 动力单元 | 单元1                  | 单元1     | 单元2     | 单元2                  |
| 车辆编号 | CRH3A-A-05xx ZE 05xx01 | ZE 05xx02 | ZE 05xx03 | CRH3A-A-05xx ZE 05xx00 |

- xx：列车编号（0510、0512—0522）

## 故障
2018年1月12日，由CRH3A-5252与CRH3A-5247重联运行的D1914次列车在西成客运专线青莲-江油上行区间发生机械故障，车上乘客滞留车中长达五小时。